# 아프리카코끼리속
아프리카코끼리속(Loxodonta)은 코끼리의 한 속으로, 아프리카코끼리와 둥근귀코끼리의 두 종으로 나뉜다.

## 같이 보기
- 인도코끼리
- 스리랑카코끼리
- 수마트라코끼리